# Berrynarbor
Berrynarbor é um vilarejo e paróquia civil localizada no distrito de North Devon, em Devon, Inglaterra. De acordo com o censo de 2001, a sua população era de 749 habitantes. O vilarejo está situado próximo a Exmoor e cerca de três milhas à leste de Ilfracombe.